# Église de San Miquel del Port
L'église de Saint Michel du Port (en catalan : Església de Sant Miquel del Port) se trouve dans le quartier de La Barceloneta, dans la Vieille ville de Barcelone. Elle a été construite entre 1753 et 1755 par Pedro Martín Cermeño, dans un style baroque d'air classiciste. Elle est inscrite comme Bien Culturel d'Intérêt Local dans le Recensement du Patrimoine Culturel catalan.

## Histoire
L'église de San Miguel du Port a été conçue comme paroisse pour le nouveau quartier de la Barceloneta, bâtie en 1753 par Juan Martín Cermeñ.